# Jiří Dohnal (politik)
Jiří Dohnal (* 23. srpna 1977 Městec Králové) je český komunální politik, od listopadu 2018 do září 2019 zastupitel hlavního města Prahy, od roku 2014 zastupitel a od února 2019 do prosince 2022 starosta, od prosince 2022 do dubna 2023 a znovu od června 2023 do února 2024 radní městské části Praha 11, člen Pirátů.

## Život
Narodil se v Městci Králové. Do roku 1980 žil v Poděbradech, kdy se pak s rodiči přestěhoval do Prahy na Jižní Město, zde žije do současnosti. Po střední škole studoval dva roky na České zemědělské univerzitě v Praze. Od roku 1999 pracoval na Ministerstvu zahraničí ČR. V letech 2001 až 2005 pak působil na českém velvyslanectví v Hanoji. Poté pracoval v IT oboru, začal se angažovat v občanských aktivitách a spolcích.
Jiří Dohnal také působil nebo působí v různých společnostech:
- Ganmar s.r.o. – jednatel a 100% společník (od 2009)[3]
- Česká hasičská jednota – hasičský sbor Vidice, místostarosta (od 2017)[4]
- Výstaviště Praha, a.s. – člen dozorčí rady (2018–2022)[5]
- Bytové družstvo Kulatý Chodovec – místopředseda představenstva (od 2019)[6]
- Integrační centrum Praha o.p.s. – člen dozorčí rady (od 2021)[7]

## Politické působení
V komunálních volbách v roce 2010 kandidoval jako nestraník za SZ do Zastupitelstva městské části Praha 11, ale neuspěl. Zvolen byl až ve volbách v roce 2014 jako nestraník za Hnutí pro Prahu 11 (HPP 11).
Od roku 2017 je členem České pirátské strany. V roce 2018 byl za tuto stranu zvolen do zastupitelstva hl. m. Prahy z 12. místa kandidátní listiny. Na ustavujícím zasedání pražského zastupitelstva byl pak zvolen předsedou legislativního výboru ZHMP. Uspěl i ve volbách do zastupitelstva městské části Praha 11.  
Po čtyřech měsících vyjednávání byl v únoru 2019 zvolen starostou městské části Praha 11. V září 2019 rezignoval na post zastupitele hl. m. Prahy a to v souvislosti se slibem nekumulování funkcí. Ve volebním období 2018–2022 byl za Piráty také nominován do dozorčí rady společnosti Výstaviště Praha. 
V komunálních volbách v roce 2022 obhájil za Piráty mandát zastupitele městské části Praha 11. Na jednání zastupitelstva MČ Praha 11 ve čtvrtek 21. prosince předal starostovské žezlo Šárce Zdeňkové z Hnutí pro Prahu 11 (HPP 11). Na základě koaliční smlouvy mezi Piráty, HPP 11 a Praha 11 sobě se Jiří Dohnal stal radním pro majetek, investice, prevenci kriminality a IT. Z funkce radního pro majetek byl dne 20. dubna 2023 odvolán. Opozice Dohnalovi vyčítala špatnou koordinaci oprav ubytovny Sandra a záměr nastěhování sociálně slabších rodin po dokončení ubytoven. Do pozice radního městské části se vrátil 8. června 2023. Znovu byl odvolán zastupitelstvem 15. února 2024. Opozice mu tentokrát vyčítala neschopnost vyřešit parkování v okolí rekonstruované ubytovny Sandra. Sám Jiří Dohnal označuje své odvolání za účelové vyřizování účtů. Do rady městské části se vrátil po ustanovení menšinové rady, kterou tvoří Piráti, Praha sobě a ODS, kterou z opozice podporují TOP 09, STAN a hnutí ANO, 13. června 2024.

## Kontroverze
V roce 2020 figuroval spolu s dalšími členy rady v obhajobě podání trestního oznámení na občany diskutujících na sociální síti Facebook. Jeho kritici mu vyčítali, že zadal zakázku bez výběrového řízení firmě AK Gřivna & Šmerda za 43 560 korun, a že se z jeho strany jedná o účelovou kriminalizaci a zastrašování kriticky vystupujících občanů. Policie později konstatovala, že se nejednalo o trestný čin, a případ odložila.
V dubnu 2022 vybudovala společnost Passerinvest ve spolupráci s městskou částí Praha 11 a Nadačním fondem Help Ukraine komunitní centrum Roztyly. Jiří Dohnal nevysvětlil, jakým způsobem navázal spolupráci s nadačním fondem Help Ukraine, který vyšetřuje policie pro podezření z praní špinavých peněz pro ruské subjekty.
Jiří Dohnal si za odborného poradce vybral Petra Přenosila, který působil jako předseda správní rady společnosti AR Delta. PPF banka této firmě kvůli nedodržení podmínek nedovolila čerpat schválený úvěr a ta pak nebyla schopná financovat výstavbu a firmě hrozila insolvence. Jiří Dohnal také navrhl Petra Přenosila do dozorčí rady Jihoměstské majetkové a.s. a to z důvodu, že Přenosil vyhrál interní pirátské výběrové řízení.